# Ken Armstrong (Fußballspieler, 1924)
Kenneth „Ken“ Armstrong (* 3. Juni 1924 in Bradford; † 13. Juni 1984) war ein englischer Fußballspieler und -trainer. Zwei Jahre nach dem Gewinn der englischen Meisterschaft 1955 mit dem FC Chelsea emigrierte er 1957 nach Neuseeland, wo er fortan einen großen Einfluss auf die Entwicklung des Fußballsports hatte. Dort kam er nach einem Länderspiel für die englische Nationalmannschaft auch für die Auswahl Neuseelands zum Einsatz, die er zeitweise in Personalunion als Trainer betreute.

## Sportlicher Werdegang

### Karriere in England
Die Profikarriere von Ken Armstrong kam aufgrund der kriegsbedingten Spielunterbrechung bis 1946 nur schleppend in Gang. Er erlernte das Fußballspielen beim heimischen Klub Bradford Rovers und während seiner Soldatenzeit agierte er in Armee-Auswahlmannschaften. Mittlerweile 22-jährig wurde er im Dezember 1946 vom Erstligisten FC Chelsea aus London verpflichtet und dort angekommen machte er sich schnell mit Hilfe seiner flexiblen Einsetzbarkeit einen guten Namen. Dabei war er primär auf defensiven Mittelfeldpositionen zu finden, aber nicht selten half er auch als Halb- oder Mittelstürmer aus – häufig trat er dabei als Torschütze in Erscheinung. Für gewöhnlich war er jedoch aufgrund seiner Kampfstärke, Spielintelligenz und Zuverlässigkeit ein Schlüsselspieler im Zentrum der „Blues“. In den gut zehn Jahren absolvierte er knapp über 400 Pflichtspiele, davon 362 Partien in der höchsten englischen Spielklasse. Damit stellte er einen vereinsinternen Rekord auf, der erst in der Saison 1969/70 von Peter Bonetti verbessert wurde. Höhepunkt war die Saison 1954/55, in der Armstrong mit Chelsea die englische Meisterschaft gewann und dabei 39 von 42 Begegnungen absolvierte.
Zur Mitte der 1950er Jahre war Armstrong auch im erweiterten Kreis der englischen Auswahlmannschaften. Bei drei Partien der englischen B-Nationalmannschaft führte die Mannschaft als Kapitän aufs Feld und eine weitere Nominierung für die A-Mannschaft erfolgte anlässlich der WM 1954 in der Schweiz. Bei dem Turnier selbst stand er als Ersatzmann jedoch nur „auf Abruf“ und in die Schweiz musste er nicht mitreisen. Erst im April 1955 bestritt er sein erstes (und einziges) A-Länderspiel für England gegen Schottland, das mit einem 7:2-Kantersieg endete. Als sich zwei Jahre später das Karriereende – zumindest in der englischen Eliteklasse – ankündigte, schien der schrittweise Übergang in den Trainerberuf bereits vorgezeichnet, als sich Armstrong im Sommer 1957 für die Auswanderung nach Neuseeland entschied. Verantwortlich dafür waren seine chronischen Brustschmerzen und der ärztliche Rat, sich ein „besseres Klima“ auszusuchen.

### Emigration nach Neuseeland
Armstrongs Wahl fiel auf Gisborne im Nordosten der neuseeländischen Nordinsel. Da er dort weiter dem Fußballspielen nachging, dauerte es nicht lange, bis er dem neuseeländischen Fußball seinen Stempel aufzudrücken begann. In seiner neuen Wahlheimat spielte er für Eastern Union (später in „Gisborne City“ umbenannt); zudem wurde er 1957 mit der Betreuung der neuseeländischen Nationalmannschaft betraut. Bis 1962 stand er selbst als Nationalspieler auf dem Platz – womit er zu einem von wenigen Fußballern wurde, die für zwei Nationalmannschaften aufliefen – und die Ära als Nationaltrainer dauerte bis 1964 an. Später war er in leitender Funktion für den neuseeländischen Fußballverband tätig.
Im Vereinsfußball spielte Armstrong noch bis ins hohe Fußballeralter hinein und zu seinen Stationen zählten nach seinen Anfängen für Eastern Union North Shore United (1959–1964), die Eastern Suburbs (1965–1966), erneut North Shore United (1967–1970) und zuletzt das Universitätsteam Mt Wellington (1971). Seine letzte Partie bestritt er im Rekordalter von 46 Jahren und 319 Tagen gegen die Dunedin Suburbs und während seiner aktiven Zeit in Neuseeland gewann er den Chatham Cup viermal (1960, 1961, 1963, 1965).
Bei dem Hauptstadtteam aus Wellington arbeitete Armstrong ab Ende 1970 fünf Jahre als Trainer und neben einer weiteren Chatham-Cup-Trophäe 1973 gewann er 1972 und 1974 zwei neuseeländische Meisterschaften. In dieser Zeit stießen seine beiden Söhne Brian und Ron zur Mannschaft (beide wurden später zu Nationalspielern, 2008 folgte die Enkelin Bridgette). Insgesamt hatte er auf die Entwicklung des neuseeländischen Fußballs weiter einen großen Einfluss. Dazu zählte seine Arbeit für die Frauennationalmannschaft, die er 1980 kurzzeitig als Cheftrainer betreute. Sein früher Tod zehn Tage nach dem 60. Geburtstag im Juni 1984 – zwei Jahre nach der ersten WM-Teilnahme Neuseelands – wurde auch vor dem Hintergrund seiner Verdienste betrauert und 28 Jahre lang mussten die „All Whites“ auf eine erneut erfolgreiche Qualifikation für ein WM-Endrundenturnier warten. Seine Asche wurde an der Stamford Bridge – Heimspielstätte des FC Chelsea – verstreut.

## Titel/Auszeichnungen

### Als Spieler
- Englische Meisterschaft (1): 1955
- Charity Shield (1): 1955
- Chatham Cup (4): 1960, 1961, 1963, 1965

### Als Trainer
- Neuseeländische Meisterschaft (2): 1972, 1974
- Chatham Cup (1): 1973